# Islamul în Sri Lanka
Islamul în Sri Lanka este practicat de 9.7% din populație, adică 1967227 de persoane conform statisticilor din 2012.